# Issara Kachaiwong
Issara Kachaiwong, tajski igralec snookerja, * 4. oktober 1983, Chanthaburi, Tajska.

## Kariera
Kachaiwong je sodeloval na Jugovzhodnoazijskih igrah 2005 in v snookerju osvojil zlato kolajno. Oktobra 2006 je igral na turnirju Grand Prix, se prebil skozi kvalifikacije in v svoji skupini na krilih zmag nad Dominicom Dalom, Barryjem Hawkinsom, Alanom McManusom in Jamesom Wattanajem osvojil odlično tretje mesto. Imel pa je tudi precej smole, saj je padel v krog treh igralcev, v katerem je odločala razlika v dobljenih in izgubljenih framih, ki jo je imel Kachaiwong najslabšo, zaradi česar je zasedel tretje mesto, ki za razliko od prvih dveh ni vodilo v nadaljnje tekmovanje. Na turnirju je bil edini igralec, ki se s štirimi zmagami v skupini ni prebil v nadaljnje tekmovanje.

## Osvojeni turnirji

### Amaterski turnirji
- ACBS azijsko prvenstvo - 2006